# Rose Ader
Rose Ader, též  Rose Ader-Trigona (28. dubna 1890, Šunychl – 28. března 1955, Buenos Aires) byla operní pěvkyně (sopranistka).
Pocházela ze slezské židovské rodiny. Debutovala roku 1915 v Městském divadle v Hamburku. Vystupovala na operních scénách v Německu, Rakousku, Itálii, Francii, Anglii a Dánsku. Od roku 1949 vyučovala na konzervatoři v Buenos Aires.
V letech 1921–1923 udržovala vztah s Giacomo Puccinim. Roku 1923 se provdala za italského hraběte Antonia Trigonu, s nímž měla syna Antonia.